# Федь Ігор Анатолійович
Федь Ігор Анатолійович (1965) — український філософ, доктор філософських наук, професор. Завідувач кафедри ДДПУ. Є Головою спеціалізованої вченої ради із захисту дисертацій з філософії. Займається питаннями історії української ікони та взаємозв'язку подій сьогодення з філософськими категоріями.

## Творчий доробок
- Федь І. А. Трансцендентальні та культурологічні виміри феномену української ікони [Текст]: дис… д-ра філос. наук: 17.00.01 / Федь Ігор Анатолійович ; Слов'янський держ. педагогічний ун-т. — Слов'янськ, 2006. — 395 с.
- Федь І. А. Українська ікона як архетип [Електронний ресурс] / Ігор Анатолійович Федь // Мультиверсум. Філософський альманах. — 2004. — № 41.
- Антропологічний підхід у дослідженні проблеми великого степу України. Журнал «Схід», № 3(87) за березень-квітень 2008 р.